# Peter III Ekman
Peter Petersson Ekman, född 1740 i Göteborg (döpt 8 april), död 2 juli 1807 på Kilanda säteri i Ale kommun, var en svensk affärsman som tillhörde släkten Ekman från Göteborg. Han benämns ofta Peter III Ekman för att skilja honom från hans far Peter II Ekman och farfar Peter I Ekman. Själv skrev han sitt namn som Peter P. Ekman.

## Biografi
Ekman anställdes 1761 i faderns handelsfirma i Göteborg.  Han erhöll själv burskap 1768 och blev samma år medlem av handelssocieteten. Han kom att tillhöra de ledande exportörerna av sill, tran och trä kombinerat med import av salt och spannmål. Ekman byggde upp en stor förmögenhet, inte minst från verksamhet i anslutning till det bohuslänska sillfisket, som blomstrade under sillperioden 1747–1809. Efter Ekmans död övertogs dennes affärer av firman Ekman & Co.
Familjen Ekman var med i den herrnhutiska väckelsen, varför sönerna blev elever vid herrnhutiska internatskolor i Danmark och Tyskland. Ekman understödde tillsammans med några vänner den Willinska fattigfriskolan, som fram till folkskolestadgans tillkomst 1842 var Göteborgs enda folkskola med omkring 500-600 elever.  
Han ägde 1/3 av landeriet Kviberg i Göteborg och Utby i Partille socken, senare Göteborgs kommun. Han köpte 1797 Kilanda säteri i Kilanda socken i Ale kommun, cirka 40 km från Göteborg. Det förblev i familjens ägo till 1958.

## Familj
Peter Petersson Ekman var ende sonen till grosshandlaren Peter II Ekman (1704–1784) och Johanna von Minden, (1718-1752) från Göteborg. Han gifte sig 25 oktober 1767 med Hedvig Boëthius (1739–1811), dotter till stadsfysicus Jacob Boëthius och Anna Margareta Lundelia. 
De hade fyra barn som uppnådde vuxen ålder: Johan Jacob Ekman (1771–1814), Gustaf Henric Ekman (1774–1847), Anna Margaretha Wahlberg f. Ekman (1779–1821) gift med grosshandlaren Nils Fredrik Wahlberg i Göteborg, och Hedvig Elisabeth von Platen f. Ekman (1780–1862) gift med kanalbyggaren och riksståthållaren i Norge Baltzar von Platen (1766–1829).
Peter III Ekman ligger begravd samman med familj, ogifta systrar och många ättlingar på den Ekmanska gravplatsen vid Kilanda kyrka.